# SDSS J102915+172927
SDSS J102915+172927 è una stella di popolazione II appartenente all'alone galattico visibile nella costellazione del Leone. All'epoca della sua scoperta nel 2011 era la stella a più bassa metallicità fino ad allora conosciuta. Con una età di circa 13 miliardi di anni è inoltre una delle stelle più vecchie conosciute.
La stella fu scoperta da Elisabetta Caffau e colleghi, che ne hanno dato notizia in un articolo pubblicato su Nature nel settembre 2011. La scoperta è avvenuta mediante l'utilizzo di un software che analizzava automaticamente i dati della Sloan Digital Sky Survey. Una volta individuata la stella è stata osservata mediante lo strumento X-shooter del Very Large Telescope in Cile.
La stella ha una massa inferiore a 0,8 M☉ ed è particolarmente carente di carbonio, azoto e ossigeno, mentre il litio è completamente assente, il che implica che la stella ha sviluppato temperature di almeno due milioni di K (circa due milioni di °C).
La massa medio-piccola della stella costituisce un problema per i modelli di formazione stellare. Si ritiene infatti che la formazione di stelle di massa piccola e medio-piccola possa avvenire solo se il mezzo interstellare da cui la stella nasce ha una metallicità minima che si suppone compresa fra Z=1,5×10−8 e Z=1,5×10−6 (ove Z indica la percentuale di metalli presenti nella stella). La stella di Caffau ha una metallicità inferiore a Z=6,9×10−7, che corrisponde a una percentuale di metalli almeno 4,5×10−5 volte inferiore a quella del Sole. La presenza di una quantità minima di atomi di carbonio, ossigeno e azoto è ritenuta necessaria perché essi assorbano l'energia cinetica del gas che costituisce il mezzo interstellare in modo da permetterne il raffreddamento e il collasso. È stato proposto che il raffreddamento del gas da cui la stella si è formata sia stato causato dalla presenza di grani di polvere piuttosto che dalla presenza di metalli. In alternativa, la stella potrebbe essersi formata dal collasso di una nube di gas molto massiccia che si è frammentata in nubi più piccole.
Nel febbraio 2014 è stata annunciata la scoperta di SMSS J031300.36-670839.3, una stella avente una metallicità ancora più bassa di quella della stella di Caffau.